# Verapamil
Il  verapamil  è un calcio-antagonista non diidropiridinico (appartenente alla classe chimica delle fenilalchilamine). Ha indicazione nel trattamento dell'ipertensione e in alcune forme di aritmia.

## Indicazioni
È utilizzato come medicinale in cardiologia contro l'insufficienza  coronarica acuta e cronica, profilassi del vasospasmo coronarico, postumi di infarto acuto del miocardio, nelle tachicardie da rientro nodale, flutter ad alta risposta ventricolare e fibrillazione atriale ad alta risposta ventricolare, tachicardia sopraventricolare parossistica, ipertensione arteriosa lieve

## Avvertenze
Distrofia muscolare: in pazienti sani il verapamil può causare una diminuzione della trasmissione neuromuscolare. In pazienti affetti da distrofia muscolare può essere necessaria una riduzione della dose del farmaco.
Clonidina: monitorare la frequenza cardiaca di pazienti trattati con clonidina e verapamil, poiché l'associazione tra i due farmaci può causare ipotensione e blocco atrioventricolare.
Sindrome parkinsoniana: la terapia con farmaci calcio antagonisti può determinare l'insorgenza della sindrome parkinsoniana, caratterizzata da acatisia e distonia, reversibile con la sospensione del farmaco. Prestare attenzione alla somministrazione di farmaci calcio antagonisti a pazienti affetti dalla malattia di Parkinson, poiché potrebbe verificarsi un peggioramento del quadro clinico.
Ipertrofia gengivale: in seguito all'assunzione di farmaci calcio antagonisti sono stati riportati casi di ipertrofia gengivale. L'alterazione del tessuto connettivo gengivale sembra essere dovuta alle interazioni tra farmaci e fibroblasti ed è risultata reversibile entro qualche mese in seguito a sospensione della terapia.
Gravidanza: la FDA ha inserito il verapamil in classe C per l'impiego in gravidanza. Tale classe comprende i farmaci i cui studi sugli animali hanno rilevato effetti dannosi sul feto e per i quali non sono disponibili studi specifici sull'uomo, e i farmaci per i quali non sono disponibili studi né sull'uomo né sull'animale. Sono disponibili dati limitati riguardanti la sicurezza e l'efficacia del verapamil in gravidanza; riservare la somministrazione del farmaco ai casi di effettiva necessità, dopo un'attenta valutazione del rapporto rischio/beneficio, e assumere il dosaggio minimo efficace.
Allattamento: sono disponibili dati limitati riguardanti l'assunzione di verapamil durante l'allattamento. Il farmaco viene escreto nel latte materno, ma nei bambini non è stato rilevato.

## Controindicazioni
Controindicato in casi di: insufficienza del ventricolo sinistro, ipotensione, bradicardia, blocco atrioventricolare di secondo e terzo grado, blocco senoatriale. Da evitare in casi di gravidanza e allattamento. Generalmente non va associato a Betabloccanti.

## Dosaggi
L'utilizzo avviene solitamente tramite somministrazione orale, ma anche tramite per iniezione endovenosa lenta e con formulazioni a rilascio modificato.
Per la cefalea a grappolo non esiste un dosaggio indicato specifico.

## Farmacodinamica
I bloccanti dei canali del calcio hanno il ruolo di interferire con il flusso di ioni calcio verso l'interno delle cellule attraverso i canali lenti della membrana plasmatica
I calcioantagonisti hanno un'azione farmacologia predominante in tessuti dove il calcio regola la coppia eccitazione-contrazione, riducendo la contrattilità miocardica e di riflesso il tono vascolare diminuito e l'impulso elettrico che circola nel cuore può essere depresso, tali luoghi in cui i calcioantagonisti rivestono un ruolo importante sono le cellule miocardiche, cellule del sistema di conduzione del cuore e muscolatura liscia vascolare.
Sono dei vasodilatatori arteriosi periferici e coronarici. Il verapamil che è il più diffuso, deprime la capacità contrattile del miocardio e rallenta la velocità di conduzione.

## Effetti indesiderati
Alcuni degli effetti indesiderati sono cefalea, stipsi, dolore addominale, edema, vertigini, nausea, impotenza, vomito, febbre, aritmie, affaticamento, porpora, vasculiti, artralgia, rash, mialgia, dispnea, ansia, dolore toracico, ginecomastia, vampate, eritema, eritromelalgia, iperplasia gengivale.

### Alte dosi
Gli effetti indesiderati peggiorano con somministrazione di elevate dosi o se vengono effettuate tramite endovena: bradicardia, ipotensione, scompenso cardiaco.